# Platypalpus divisus
Platypalpus divisus är en tvåvingeart som beskrevs av Walker 1851. Platypalpus divisus ingår i släktet Platypalpus och familjen puckeldansflugor. Inga underarter finns listade i Catalogue of Life.